# Leçon de ski
Pour plus de détails, voir Fiche technique et Distribution.
Leçon de ski (titre original : The Art of Skiing) est un court métrage d'animation américain réalisé par Jack Kinney et produit par les studios Disney, avec Dingo, sorti en 1941.

## Synopsis
Dingo réside dans la station de ski Sugar Bowl. Sur la conseils et les commentaires du narrateur, il fait une démonstration des bases du ski... à sa manière.

## Fiche technique
- Titre original :  The Art of Skiing
- Titre  français :  Leçon de ski
- Série : Dingo
- Réalisation :  Jack Kinney
- Animation : Frank Oreb, John Sibley
- Production : Walt Disney
- Société de production : Walt Disney Productions
- Société de distribution : Buena Vista Distribution
- Format :  Couleur (Technicolor) - 35 mm - 1,37:1 - Son mono (RCA Sound System)
- Durée :  8 minutes
- Langue :  Anglais
- Pays :  États-Unis
- Date de  sortie :
  - États-Unis : 14 novembre 1941

## Distribution

### Voix originales
- Hannes Schroll : le skieur
- John McLeish : le narrateur

### Voix françaises

#### 1erdoublage (années 1970)
- Michel Roux : Narrateur

#### 2edoublage (années 1980)
- Bernard Dhéran : Narrateur

#### 3edoublage (2002)
- Michel Elias : Narrateur
- Gérard Rinaldi : Dingo

## Commentaires
Tout comme Le Planeur de Dingo sorti un an plus tôt, ce film et le suivant (Dingo champion de boxe) sont considérés comme précurseurs de la sous-série des Comment... (How to...).

## Titre en  différentes langues
- Argentine : El Arte del esquí
- Suède : Jan Långben åker skido, Konsten att åka skidor

Source : IMDb

## Sorties DVD
- Les Trésors de Walt Disney : L'Intégrale de Dingo (1939-1961).

## Voir  aussi

### Liens  externes
- « Leçon de ski » (présentation de l'œuvre), sur l'Internet Movie Database